# Araneus penai
Araneus penai är en spindelart som beskrevs av Levi 1991. Araneus penai ingår i släktet Araneus och familjen hjulspindlar.
Artens utbredningsområde är Ecuador. Inga underarter finns listade i Catalogue of Life.